# Triangle (album de Martial Solal)
Pour les articles homonymes, voir Triangle (homonymie).
Albums de Martial Solal
Solitude
(2007) Live at the Village Vanguard
(2008)
Triangle est un album en trio du pianiste de jazz français Martial Solal, sorti en 1995 sur le label JMS. Il est accompagné du contrebassiste Marc Johnson, qui joua avec Bill Evans lors de ses deux dernières années, et de Peter Erskine.
Ce disque, enregistré en deux jours, fait suite à deux concerts donnés par le trio au New Morning.
Une partie de l'album a été réédité par JMS dans  la compilation Universolal, couplé avec des morceaux de Martial Solal improvise pour France Musique,.

## Liste des pistes
| No  | Titre                      | Musique                                    | Durée |
| --- | -------------------------- | ------------------------------------------ | ----- |
| 1.  | Round About Twelve         | Martial Solal                              | 4:36  |
| 2.  | Isocèle                    | Martial Solal                              | 4:02  |
| 3.  | Soliloc                    | Martial Solal                              | 3:55  |
| 4.  | Anathème (Thème Pour Anna) | Martial Solal                              | 3:16  |
| 5.  | A Night In Venezia         | Martial Solal                              | 5:17  |
| 6.  | Monostome                  | Martial Solal                              | 4:49  |
| 7.  | Viennoiserie               | Martial Solal                              | 5:07  |
| 8.  | Cygne D'Étang              | Martial Solal                              | 3:30  |
| 9.  | French Lick                | Martial Solal, Marc Johnson, Peter Erskine | 5:29  |
| 10. | Triangle                   | Martial Solal                              | 4:36  |

## Personnel
- Martial Solal - piano
- Marc Johnson - contrebasse
- Peter Erskine - batterie